# いろもん
『いろもん』は、1997年10月から2002年3月まで日本テレビ系列で放送されていたトークバラエティ番組である。毎週一組のお笑い芸人（=いろもん、色物）をゲストに迎え、ゲストの生い立ちからデビュー秘話などを聞き出す番組である。

## 概要
開始当初の司会は1997年9月に終了した『投稿!特ホウ王国』から笑福亭鶴瓶とウッチャンナンチャン（内村光良・南原清隆、以下ウンナン）で、『ZZZ』枠で放送された。
1998年10月にウンナンから今田耕司と東野幸治へ交代し、タイトルも『いろもん貳』に変更された。『貳』になった際番組放送枠が『ZZZ』枠から外され、音声もステレオ放送からモノラル放送へと変更された。
『いろもん貳』から『いろもん參』に変更された際は、番組の内容には変化がなかったが、よみうりテレビなど一部の局では放送が打ち切られた。
ウンナン時代初期は「今週のやっとけ!」という、次回予告で次回登場予定の芸人がVTRで、司会の3人に何かやっておいて欲しいことを指定し、それを宿題としてやってきた結果をトークの題材にするという企画があった。この中で、極楽とんぼ（特に加藤浩次がアニメ好きである）が指定した「やっとけ！」は「『新世紀エヴァンゲリオン』を全話見ておけ！」というもので、これで南原は『エヴァンゲリオン』に興味を示し、『ウッチャンナンチャンのウリナリ!!』に碇シンジのコスプレで登場したこともあった。
番組そのものは好評だったため、ゴールデンタイムのスペシャル版が1998年と1999年に放送された。
前者はウンナン司会時での特番で、総集編とメインゲストとしてダウンタウンが出演するという内容だった。また、この時にダウンタウンに追い込まれて思わず飛び出した鶴瓶の「もっとおもろなりたい!」という叫びは、コージー冨田が鶴瓶を真似る際の台詞にも用いられる程、多大なインパクトを与えた。
後者は『いろもん貳』時代の特番で、『ボーダーラインSP』と題し、当時お笑い芸人とスレスレのポジションにいた非芸人の有名人（ビビアン・スー＆チューヤン、研ナオコ、藤原竜也、蛭子能収等）とトークする、歴代の中でも異色の放送であった。
また、年明け早々の深夜など、レギュラー放送時よりも遅い時間帯でもスペシャルが数回放送された他、番組終了後も『いろもん』と同様のフォーマットで組まれた番組が制作された。
最終回は、ウンナンがゲストとして登場し、新旧MCが顔を合わせた。
2014年12月30日23:00 - 23:55には、『いろもん極』として12年9ヶ月ぶりに復活した。司会は鶴瓶に加えて、かつてバカルディとしてゲスト出演していたさまぁ〜ずが担当する予定だったが、大竹がインフルエンザを患い収録を欠席したため、鶴瓶と三村が司会を務めた。ゲストはロバートと千鳥。
2015年10月14日23:59 - 翌0:54には復活第2弾が放送された。司会を鶴瓶とさまぁ〜ずが務め、ゲストとして木梨憲武（とんねるず）とブラックマヨネーズが出演した。
2017年1月10日00:29 ‐ 01:24には復活第3弾が放送された。司会を鶴瓶とさまぁ〜ずが務め、ゲストとして有吉弘行が出演した。

## ゲスト一覧
(注：新年会SPでのゲスト登場者含む)

### ア行
- 青空球児・好児
- 明石家さんま
- 浅草キッド
- あした順子・ひろし
- アニマル梯団
- 雨上がり決死隊
- アメリカザリガニ
- アリtoキリギリス
- 有吉弘行
- アルカリ三世
- アンタッチャブル
- アンバランス
- アンラッキー後藤
- 池乃めだか
- 石倉三郎
- 石塚英彦
- 伊集院光
- イジリー岡田
- 磯野貴理子
- いっこく堂
- イッセー尾形
- 伊東四朗
- 稲川淳二
- 今いくよ・くるよ
- 上原さくら
- 内場勝則
- ウッチャンナンチャン
- 内海桂子
- 海原やすよ・ともこ
- 梅垣義明
- 江頭2:50
- エスパー伊東
- 越前屋俵太
- エネルギー
- 海老一染之助・染太郎
- 大竹まこと
- おさる
- 小野ヤスシ
- Over Drive
- おぼん・こぼん
- オール阪神・巨人
- 大川豊
- 大原かおり
- おぎやはぎ
- 小倉久寛
- オセロ

### カ行
- 海砂利水魚
- COWCOW
- 片岡鶴太郎
- ガダルカナル・タカ
- ガッツ石松
- 勝俣州和
- 桂歌丸
- 桂きん枝
- 桂三枝
- 桂文珍
- 桂米朝
- 加藤茶
- 上岡龍太郎
- ガレッジセール
- 神奈月
- きたろう
- 木梨憲武
- 木村祐一
- キャイ〜ン
- 京唄子
- キングコング
- 熊谷真実
- くりぃむしちゅー
- クールズ
- ケーシー高峰
- K2
- 剛州
- 極楽とんぼ
- ココリコ
- 小堺一機
- コージー冨田
- 小松政夫
- 小宮孝泰
- コロッケ

### サ行
- 斉木しげる
- 酒井くにお・とおる
- 坂上二郎
- 坂田利夫
- 桜金造
- 佐藤正宏
- さまぁ〜ず
- 猿岩石
- 品川庄司
- 柴田理恵
- 島木譲二
- 島崎俊郎
- 島田紳助
- 島田洋七
- 清水アキラ
- 清水ミチコ
- 志村けん
- 春風亭昇太
- 春風亭柳昇
- 松旭斎すみえ
- ジョーダンズ
- 笑福亭笑瓶
- 笑福亭鶴光
- 笑福亭仁鶴
- 笑福亭松之助
- 昭和のいる・こいる
- 関根勤
- そのまんま東

### タ行
- 大平サブロー
- ダウンタウン
- 高木ブー
- 高田純次
- ダチョウ倶楽部
- 立川志の輔
- 立川談志
- 田中千絵
- 谷啓
- Wモアモア
- ダンカン
- 千鳥
- 千原兄弟
- ちゃらんぽらん
- チャーリー浜
- チャンバラトリオ
- 月亭可朝
- 月亭八方
- つぶやきシロー
- TIM
- Take2
- 出川哲朗
- 電撃ネットワーク
- デンジャラス
- 東京ビンゴビンゴダイナマイトジャパン
- 毒蝮三太夫
- 所ジョージ
- トミーズ
- ドランクドラゴン
- ドロンズ
- DonDokoDon

### ナ行
- 中川家
- 中田カウス・ボタン
- 中村有志
- 仲本工事
- ナポレオンズ
- 南州太郎
- 西川きよし
- 西川のりお
- 2丁拳銃
- ネプチューン
- 野沢直子

### ハ行
- バカルディ
- バカリズム
- 萩本欽一
- 爆笑問題
- 間寛平
- はたのぼる
- パックンマックン
- はな寛太・いま寛大
- 花紀京
- バナナマン
- 林家こぶ平
- 初代林家木久蔵
- 林家ペー・林家パー子
- 原口あきまさ
- 原千晶
- 久本雅美
- ビートきよし
- B21スペシャル
- ビビる
- 130R
- ヒロミ
- ピンクの電話
- ファンキーモンキークリニック
- ふかわりょう
- 藤井隆
- 藤村俊二
- FUJIWARA
- ブラックマヨネーズ
- プリンプリン
- ベンガル
- ポカスカジャン
- 北陽
- ポチョム・キン
- ホーム・チーム
- ポール牧
- ぼんちおさむ

### マ行
- マギー司郎
- マギー審司
- ますだおかだ
- 松尾貴史
- 松尾伴内
- 松方弘樹
- 松村邦洋
- 松本ハウス
- Mr.ボールド
- 光浦靖子
- 宮川大助・花子
- 三宅裕司
- 村上ショージ
- 恵俊彰
- モト冬樹
- 森光子

### ヤ行
- 柳家花緑
- 矢部浩之
- 山崎邦正
- 山田邦子
- やるせなす
- U-turn
- YOU
- ゆーとぴあ
- 夢路いとし・喜味こいし
- よゐこ
- 横山たかし・ひろし
- 横山ホットブラザーズ

### ラ行
- ラサール石井
- ラッシャー板前
- りあるキッズ
- リットン調査団
- ルー大柴
- ルート33
- レツゴー三匹
- ローカル岡
- Rマニア
- ロバート

### ワ行
- 渡辺正行

## スタッフ

### いろもん
- 構成 : 高須光聖、おちまさと、田中直人、松井洋介
- TM : 宮下英俊（いろもん）、新開宏（いろもん貳途中まで）、秋山真（いろもん貳途中から）、伊東聡（いろもん参）
- SW : 村松明
- カメラ : 山田祐一、中川昭生
- 音声 : 今野健
- 照明 : 谷田部恵美（いろもん）、阿部権治、中瀬有紀、渡辺一成（いろもん貳）
- 調整 : 鹿島友二（いろもん）、塩原和益（いろもん貳）
- VTR編集 : 海老原博和（IMAGICA）
- MA : 津田秀樹（IMAGICA）
- 音効 : 室加徳彦（佳夢音）
- TK : 山沢啓子
- アートプロデューサー : 羽谷重信、鈴木喜勝
- デザイン : 久保玲子
- 装置 : 赤木直樹
- 電飾 : 笠井信一、宮澤京子
- 装飾 : 伊沢英樹
- オブジェ : 四之宮克成
- 広報 : 片岡英彦、大関雅人、西端薫（いろもん貳）、服部亜希子（いろもん参）
- デスク : 大黒紫
- AD : 大嶽一豪、伊藤祐佳、霧田有香
- ディレクター : 鈴木豊人、岡村勝久、笠原保志、山口晃弘、鈴木雅人、松本正幸、宇津浩二、本間千映子、石村修司、根本知子、内田潔、原司、小江翼
- 演出 : 工藤浩之（K-max） ／ 福士睦
- プロデューサー : 佐野讓顯、面高直子／ 小西寛（K-max）、竹村薫（日企）
- チーフプロデューサー : 吉岡正敏（いろもん貳初回～）、佐野讓顯、吉田真（いろもん参）
- 企画協力（各社ともレギュラー陣の所属事務所） : 松竹芸能（いろもん貳途中まで）、マセキ芸能社（いろもん）、デンナーシステムズ（いろもん貳途中より）、吉本興業（いろもん貳、いろもん参）
- 技術協力 : NTV映像センター
- 美術協力 : 日本テレビアート
- 制作協力 : K-max、日企
- 製作著作 : 日本テレビ

### いろもん極
- ナレーション : 町田浩徳（日本テレビアナウンサー、第3弾）
- 作家 : 栗坂祐輝（第3弾）
- TM : 木村博靖（第3弾）
- SW : 高野信彦（第2,3弾、第1弾はCAM）
- CAM : 大庭茂嗣（第1弾はSW）
- MIX : 今野健
- AUD : 青山禎矢（第1,3弾）
- VE : 鈴木昭博（第3弾）
- LD : 名取孝昌（第1,3弾）
- 美術 : 栗原和也
- デザイン : 熊崎真知子
- 大道具 : 赤木直樹
- 電飾 : 池田大介（第3弾）
- 小道具 : 伊沢英樹
- 花飾 : 原京子（第3弾）
- メイク : 小室あい（第3弾）
- 編集 : 松沢章
- MA : 志村武浩
- TK : 山沢啓子
- 制作デスク : 高桑繭子
- 音効 : 玉置裕介
- 協力 : 日テレアート、NiTRO、ヌーベルアージュ
- AD : 小山薫、成井岳（2人共→第3弾）
- AP : 志水大介（第3弾）
- ディレクター : 小林剛、関谷司
- 演出 : 工藤浩之、鈴木淳一
- プロデューサー : 倉田忠明（第3弾）、小西寛
- チーフプロデューサー : 森實陽三
- 制作協力 : K-max
- 製作著作 : 日テレ

#### 過去のスタッフ（極）
- ナレーション : 鈴木崇司（日本テレビアナウンサー、第1,2弾）
- TM : 江村多加司（第1,2弾）
- CAM : 早川智晃、矢作陽一、渡邊晃（共に第1弾）、福田伸一郎（第1,2弾）
- AUD : 赤池暢也（第1弾）、酒井舞（第2弾）
- VE : 古手川大（第1弾）、石川実（第2弾）
- CCAM : 矢田部昭（第1弾のみ）
- LD : 谷田部恵美（第2弾）
- 電飾 : 堀内真吾（第1弾）、近藤喜大（第2弾）
- 花飾 : 藤崎華代（第1,2弾）
- メイク : 大宮早矢香（第1弾）、柴田茜（第2弾）
- 協力 : ヌーベルバーグ（第1,2弾）
- AD : 吉野裕二（第1,2弾）、石川めぐみ（第2弾）
- AP : 伊達和輝（第1,2弾）
- プロデューサー : 下田明宏（第1弾）、荻野健（第2弾）

## 備考
- 番組タイトルの「いろもん」という言葉は、落語が全盛期だった時代に落語家が（漫才やコントの）お笑い芸人を差別する言葉として使われていたこともあったため、一部からは、番組タイトルに対する不満の声も上がっていたが、番組タイトルを決めた笑福亭鶴瓶は、番組のオープニングトークで「（差別の意味はなく）TVに出て、お笑いを志す者は皆、いろもんや」という意気込みからつけたタイトルだと語っている。
そのため、落語家も東西問わず数多く出演し、畑違いの人物では女優の森光子なども出演した。